# ヨハネス・ドゥンス・スコトゥス

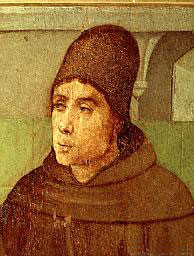
ヨハネス・ドゥンス・スコトゥス

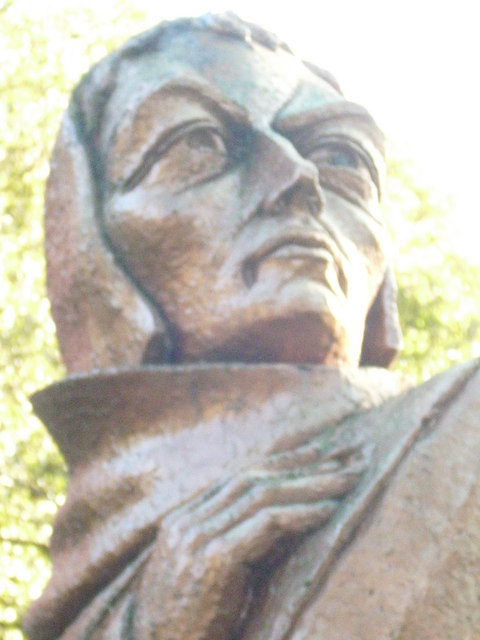
ドゥンスにあるスコトゥスの銅像

ヨハネス・ドゥンス・スコトゥス（Johannes Duns Scotus、1266年? - 1308年11月8日）は、中世ヨーロッパの神学者・哲学者。トマス・アクィナス後のスコラ学の正統な継承者。アリストテレスに通じ、その思想の徹底的な緻密さから「精妙博士」（Doctor Subtilis）といわれたフランシスコ会士。盛期スコラ学と後期スコラ学をつなぎ、スコトゥス学派の祖となった。ドゥンスのジョン（John of Duns）とも呼ばれる。

## 生涯
スコットランド・ベリックシャー（現在のスコティッシュ・ボーダーズ）のドゥンス（Duns）で生まれ、オックスフォードとパリで哲学・神学を学んだ。1302年からパリ大学で教鞭を執った。最後はケルンで教え、そこで亡くなった。主著として『命題集註』が知られている。
1993年、ローマ法王ヨハネ・パウロ2世により列福された。
現在、出身地のドゥンスには銅像が建てられている。

## 思想
トマス・アクィナスと異なり、スコトゥスは神学を「人間を神への愛に導く実践的な学問」であると考えた。また個物に本質を見出したアリストテレスから一歩進んで、存在が個物においてのみ成り立つ（「知性は個をとらえる」）と考えたところにスコトゥスの思想の特徴がある。さらには必然的なものである自然と、必然的なものでない意思の自由をわけて考えたスコトゥスにとって、人間の幸福は（トマスが言うような）神を直観することではなく神を愛することにあった。この考えは近代の主体主義のルーツとなっていく。
個人の自由意志を尊重する学説を提唱したが、この自由意志こそが個人を個人として成立させる「このもの性」であると説いた。
存在の一義性や、個物の此の性の概念は、現代の哲学者ジル・ドゥルーズに、大きな影響を与えた。

## 備考
英語で「のろま、劣等生」を意味するdunceという普通名詞は、スコトゥス学派に対して反対派が蔑称としてDunsesと呼びかけたことに由来すると言われている。
伝承によれば、彼はまだ生きている状態で埋葬され、後に棺を掘り起こした際に、その内側には外に出ようとしてもがき引きちぎられた彼の血まみれの腕があった、とされる。